# Festen
Festen (bra: Festa de Família; prt: A Festa) é um filme dano-sueco de 1998, do gênero comédia dramática, dirigido por Thomas Vinterberg, com roteiro dele e de Mogens Rukov.
É considerado o primeiro filme do movimento Dogma 95, criado por Thomas Vinterberg e seu colega Lars von Trier em 1995, que estabelece um conjunto de dez regras ("the vow of chastity", ou, em português, "o voto de castidade") para a realização cinematográfica.

## Prêmios e indicações
| Prêmio/evento       | Categoria                    | Recipiente                   | Resultado                 |
| ------------------- | ---------------------------- | ---------------------------- | ------------------------- |
| Cannes 1998         | Prêmio do Júri               | Prêmio do Júri               | Venceu                    |
| Cannes 1998         | Palma de Ouro (melhor filme) | Palma de Ouro (melhor filme) | Indicado                  |
| Cinema Europeu 1998 | Melhor ator                  | Ulrich Thomsen               | Indicado                  |
| Cinema Europeu 1998 | Melhor filme                 | Melhor filme                 | Indicado                  |
| Cinema Europeu 1998 | Filme revelação              | Filme revelação              | Venceu                    |
| Independent 1999    | Melhor filme estrangeiro     | Melhor filme estrangeiro     | Venceu[carece de fontes?] |
| Globo de Ouro 1999  | Melhor filme estrangeiro     | Melhor filme estrangeiro     | Indicado                  |

## Elenco
- Ulrich Thomsen ...... Christian Klingenfeldt-Hansen
- Henning Moritzen ...... Helge
- Thomas Bo Larsen ...... Michael
- Paprika Steen ...... Helene
- Birthe Neumann ...... Else
- Trine Dyrholm ...... Pia
- Helle Dolleris ...... Mette
- Therese Glahn ...... Michelle
- Klaus Bondam ...... Helmut von Sachs
- Bjarne Henriksen ...... Kim
- Gbatokai Dakinah ...... Gbatokai
- Lasse Lunderskov ...... o tio
- Lars Brygmann ...... Lars
- Lene Laub Oksen ...... Linda
- Linda Laursen ...... Birthe
- John Boas ...... o avô
- Erna Boas ...... a avó

## Sinopse
Durante a celebração do 60º aniversário de Helge, patriarca de uma influente família dinamarquesa, seu filho Christian faz um brinde revelando que foi abusado sexualmente pelo pai na infância, assim como sua irmã gêmea Linda, que recentemente cometeu suicídio. Apesar do choque inicial, os convidados tentam seguir com a festa, mas novas revelações e tensões familiares emergem ao longo do evento.

## Música
A trilha sonora do filme é mínima. O único momento em que se toca uma música inteira é nos créditos, com a música "Music Box Dancer," de Frank Mills.

## Inspiração
Alguns anos após fazer o filme, Vinterberg falou que seu filme foi baseado em uma história que ele ouviu no programa de rádio do apresentador Keld Koplev. Ele disse que ficou sabendo desta história através de um amigo de uma enfermeira psiquiátrica que dizia haver tratado do rapaz. Ele escutou o programa e pediu ao roteirista Mogens Rukov para escrever um roteiro baseado nos eventos, mas em primeira pessoa. Posteriormente, foi revelado que a história foi totalmente inventada pelo paciente que estava recebendo tratamento.